# Rubens Fadini
Rubens Fadini (Jolanda di Savoia, Emilia-Romaña, 1 de junio de 1927-Turín, 4 de mayo de 1949) fue un futbolista italiano. Se desempeñaba en la posición de centrocampista. Fue uno de los futbolistas que fallecieron en la Tragedia de Superga.

## Clubes
| Club              | País   | Año       |
| ----------------- | ------ | --------- |
| S. G. Gallaratese | Italia | 1945-1948 |
| Torino F. C.      | Italia | 1948-1949 |

## Palmarés

### Campeonatos nacionales
| Título  | Club         | País   | Año     |
| ------- | ------------ | ------ | ------- |
| Serie A | Torino F. C. | Italia | 1948-49 |